# 孫振煥
孫振煥（韓語：손진환，1968年9月30日—），韓國前男子羽球運動員。
孫振煥曾就讀於韓南大學。他曾在1992年夏季奧運會羽球比賽上與李相福一起參加男子雙打項目。他們在四分之一決賽中輸給了印尼的洪忠中和郭宏源，比數分別是4-15、15-18。